# Old Fort 217
Old Fort 217 är ett reservat i Kanada.   Det ligger i provinsen Alberta, i den centrala delen av landet, 2 800 km nordväst om huvudstaden Ottawa. Old Fort 217 ligger vid sjöarna  Blanche Lake och Dagmar Lake.
I omgivningarna runt Old Fort 217 växer i huvudsak barrskog. Trakten runt Old Fort 217 är nära nog obefolkad, med mindre än två invånare per kvadratkilometer.